# Amans Gaussel
 (mai 2022).
Amans Gaussel (1871-1937) est un docteur en médecine, professeur agrégé à la faculté de médecine de Montpellier.

## Biographie
Amans Gaussel est né le 20 octobre 1871, à Saint-Pargoire (Hérault).
Il est externe des hôpitaux de Montpellier en 1893, interne en 1895, docteur en médecine en 1899, chef de clinique en 1903, professeur de médecine légale et de toxicologie à la Faculté de médecine de Montpellier à partir de 1923.
Il épouse, en 1899, Glafira Ziegelmann, qui fut la première femme interne de Montpellier et la première femme admissible à l'agrégation de médecine. 
Il meurt à Montpellier le 28 avril 1937,.

## Publications
- Voyage d'études dans les sanatoriums populaires. Étude de quelques sanatoriums populaires suisses, allemands et français. Le sanatorium populaire et l'hôpital sanatorium. Les tuberculines, l'héliothérapie, le pneumothorax artificiel dans le traitement de la tuberculose pulmonaire, 1910
- Traitement de la tuberculose pulmonaire : formes cliniques, cure libre, sanatoriums, œuvres sociales antituberculeuses, Montpellier, Coulet, 1909
- Les Mouvements associés des yeux et les nerfs oculogyres, Montpellier, Coulet et fils, 1906 lire en ligne sur Gallica
- Du traitement chirurgical curatif du cancer de l'estomac, Montpellier, impr. de G. Firmin et Montane , 1899 lire en ligne sur Gallica
- Exposé des titres et travaux scientifiques, Paris, Maretheux, 1907

## Distinctions
- Prix Alvarenga de Piauhy de l’Académie de médecine, 1905[6]